# Ibn Taimīya
Taqī ad-Dīn Abū l-ʿAbbās Ahmad ibn ʿAbd al-Ḥalīm Ibn Taimīya (arabisch تقي الدين أبو العباس أحمد بن عبد الحليم ابن تيمية, DMG Taqī ad-Dīn Abū l-ʿAbbās Aḥmad b. ʿAbd al-Ḥalīm Ibn Taimīya; geboren am 22. Januar 1263 in Harran; gestorben am 26. September 1328 in Damaskus) war ein islamischer Aktivist, Theologe und Rechtsgelehrter, der überwiegend im mamlukischen Damaskus wirkte. Er ist einer der bekanntesten und zugleich umstrittensten muslimischen Denker überhaupt. Mit seinen radikalen Ansichten, die der herrschenden Meinung der zeitgenössischen muslimischen Gelehrten zuwiderliefen, rief er schon zu Lebzeiten Empörung hervor; sieben Mal wurde er ihretwegen inhaftiert. Ibn Taimīya gilt zwar als Hanbalit, doch nahm er sich die Freiheit, Fatwas zu erteilen, die inhaltlich mit keiner der von den vier sunnitischen Schulen vertretenen Positionen im Einklang standen.
Er selbst rechnete sich den Ahl al-hadīth zu. In seinen Schriften wandte er sich vor allem gegen das islamische Denken rationalistisch-spekulativer und philosophischer Prägung und bediente sich dabei oft eines polemischen Schreibstils. Seine eigene Vision von dem, was der Islam wirklich lehrt, versuchte er unter Rückgriff auf den Koran zu begründen. Seine einflussreiche Abhandlung über die Koranhermeneutik spiegelt sein reformistisches Anliegen wider, die islamische Lehre und Praxis auf den Koran, die Sunna und die überlieferten Aussagen der frühen Muslime zu gründen, im Gegensatz zu späteren religiösen Entwicklungen, die er ablehnte.

## Leben

### Kindheit und Ausbildung
Ibn Taimīya wurde am 10. Rabīʿ I 661 (= 22. Januar 1263) in der obermesopotamischen Stadt Harrān, die damals zum Mamlukenreich gehörte, in eine hanbalitische Gelehrtenfamilie geboren. Schon sein Großvater Madschd ad-Dīn (gest. 1254) hatte ein Werk über Propheten mit dem Titel al-Muntaqā min aḫbār al-Muṣṭafā, und der Großvater hatten gemeinsam ein Werk über die Usūl al-fiqh mit dem Titel al-Musauwada angelegt, das Ibn Taimīya später vervollständigte.
Nur fünf Jahre vor Ibn Taimīyas Geburt hatten die Mongolen Bagdad eingenommen, große Teile der dortigen Bevölkerung getötet und das dort seit knapp 500 Jahren bestehende abbasidische Kalifat gewaltsam beendet. Wegen des weiteren Vordringens der Mongolen siedelte seine Familie im Jahre 1269 von der Stadt Harrān tiefer in das mamlukische Kerngebiet nach Damaskus um, das schon damals eines der bedeutendsten Zentren muslimischer Gelehrsamkeit war. Sein Vater wurde dort Leiter der Schule Dār al-Hadīth as-Sukkarīya, und an derselben Institution besuchte auch Ibn Taimīya den Unterricht. 1280 erhielt er als Siebzehnjähriger die Erlaubnis, eigenständig Fatwas zu erteilen.

### Aufnahme der Lehrtätigkeit und erste Konflikte

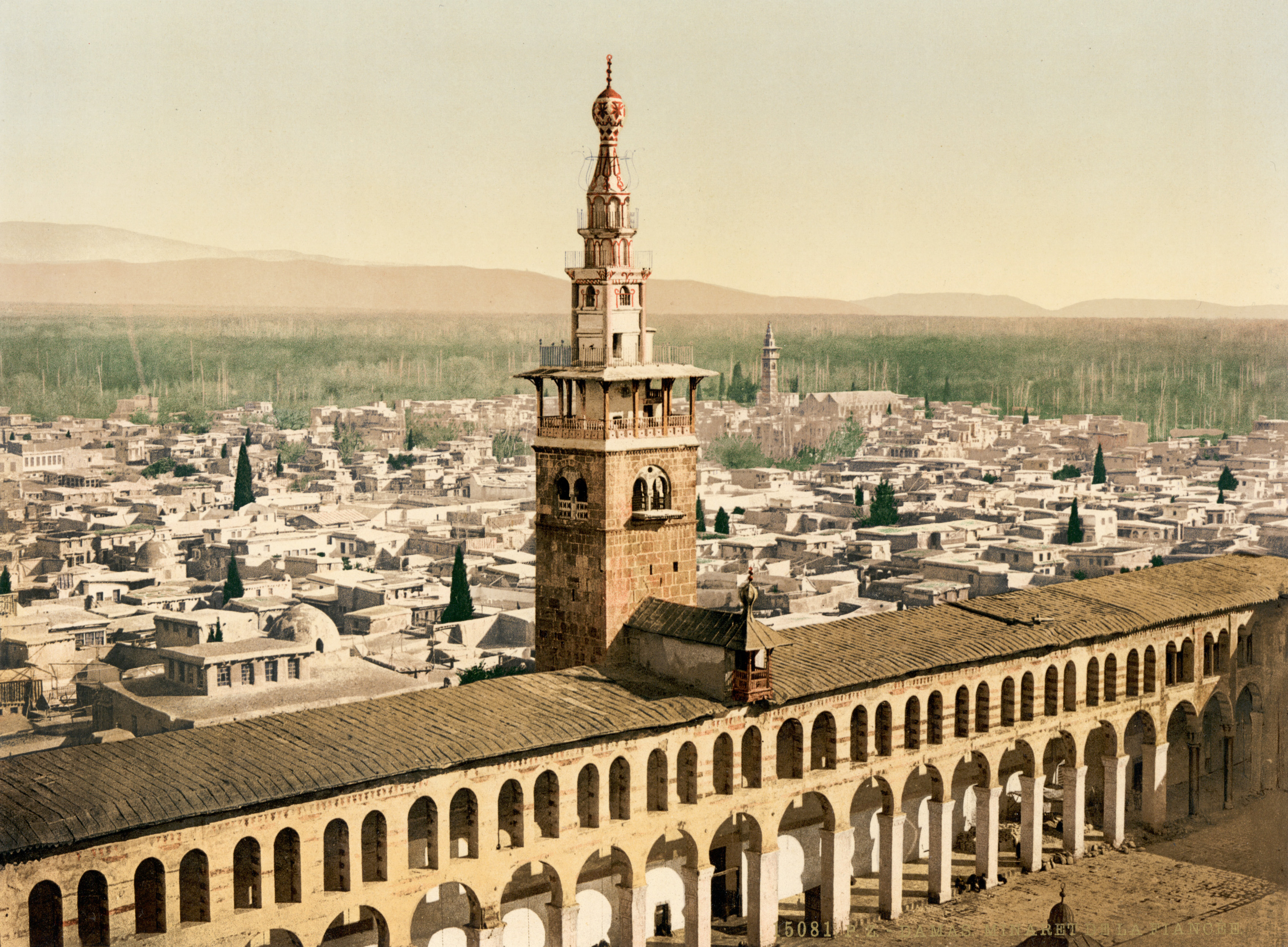
Die Umayyaden-Moschee, in der Ibn Taimīya Koranexegese unterrichtete, im Jahre 1895

Als im Jahre 1284 sein Vater verstarb, übernahm Ibn Taimīya im Alter von 22 Jahren dessen Leitungs- und Lehrfunktionen an der Sukkarīya-Schule. Hier konnte er auch wohnen. Am 17. April 1285 begann er in der Umayyaden-Moschee von Damaskus Koranexegese zu unterrichten. Dort kam es im Jahre 1291 auch zu dem ersten dokumentierten Zwischenfall, nachdem Ibn Taimīya über die Attribute Gottes referiert hatte. Zuhörer empörten sich über seine Ansichten und versuchten ihn mit einem Lehrverbot belegen zu lassen, was aber nicht gelang. Ende November 1292 vollzog er die Wallfahrt nach Mekka, im Februar 1293 kehrte er nach Damaskus zurück.
Größeres Aufsehen erregte Ibn Taimīya zum ersten Mal 1293 bei der Affäre um den Christen ʿAssāf an-Nasrānī aus as-Suwaida, dem vorgeworfen wurde, den Propheten beleidigt zu haben. Seine Unnachgiebigkeit in dieser Affäre brachte ihm einen ersten Gefängnisaufenthalt ein. Während seiner Haft verfasste er sein erstes umfassendes Buch, aṣ-Ṣārim al-maslūl ʿalā šātim ar-rasūl („Das scharfe Schwert gegenüber demjenigen, der den Gottesgesandten lästert“). Am 20. Juni 1296 nahm Ibn Taimīya die Lehre am Dār al-Hadīth al-Hanbalīya, auf, der ältesten hanbalitischen Lehranstalt von Damaskus, wo er die Nachfolge eines seiner Lehrer, Zain ad-Dīn Ibn al-Munadschdschā, antrat, der kurz zuvor verstorben war.
Während der Herrschaft von al-Malik al-Mansūr Lādschīn (1297–1299) wurde Ibn Taimīya die Aufgabe übertragen, den Dschihad gegen das Königreich Kleinarmenien zu predigen. Um 1299 verfasste er auf Bitten der Bewohner von Hamah seine wichtigste Bekenntnisschrift mit dem Titel al-Ḥamawīya al-kubrā, die stark gegen die Aschʿarīya und den Kalām ausgerichtet war. Mehrere Gelehrte störten sich an diesem Werk und beschimpften ihn öffentlich als Korporealisten (muǧassim). Der stellvertretende Statthalter von Damaskus, der mit Ibn Taimīya sympathisierte, trat diesen Gelehrten jedoch entgegen und unterbandet weitere Aktionen dieser Art. Ibn Taimīya selbst stellte sich freiwillig einer Befragung durch den schafiitischen Oberqādī, die damit endete, dass er von allen Anschuldigungen freigesprochen wurde.

### Aktivitäten während der mongolischen Besetzung von Damaskus
Während der mehrmonatigen Besetzung von Damaskus durch die Mongolen unter Führung von Ghazan im Jahre 1300 gehörte Ibn Taimīya zu der Gruppe von Gelehrten, die den Widerstand dagegen organisierten. Während seiner Besuche im Heerlager der Mongolen gelangte er zu der Auffassung, dass viele von ihnen, darunter auch Ghāzān, nur nach außen hin Muslime seien. In einem in selbstbewusstem Ton verfassten Brief an den mamlukischen Sultan in Kairo forderte er militärischen Beistand für Damaskus an. Aus dieser Zeit stammen auch drei anti-mongolische Fatwas Ibn Taimīyas. Im Juni 1300 nahm er außerdem an einer Expedition der Mamluken gegen die Schiiten von Kasrawān im Libanon teil, denen vorgeworfen wurde, die Franken (Kreuzfahrer) und Mongolen zu unterstützen. Im Januar 1301 reiste er nach Kairo, um den Mamluken-Sultan al-Malik an-Nasir Muhammad um eine Intervention in Syrien zu bitten.

### Seine Auseinandersetzungen mit Sufis und das Glaubenstribunal
Die nachfolgenden Jahre waren von polemischen Auseinandersetzungen geprägt. Ibn Taimīya begann in dieser Zeit auch, gegen volkstümliche Frömmigkeitsformen vorzugehen. So ließ er im Februar 1305 in der Nārandsch-Moschee von Damaskus einen Steinblock beseitigen, den die Leute zu küssen pflegten, weil sie glaubten, er zeige einen Fußabdruck des Propheten. Im November desselben Jahres bezichtigte er Sufis der Ahmadīya der Scharlatanerie, die sich Feuer aussetzten, um ihre Anhängerschaft zu beeindrucken. Ibn Taimīya, der möglicherweise annahm, dass sie sich mit hitzeisolierendem Fett eingerieben hatten, forderte sie öffentlich auf, sich gründlich zu waschen, mit Essig abzureiben und erst danach das Feuer zu berühren.
Auch ging er gegen die Anhänger von Muhyī d-Dīn Ibn ʿArabī vor und sandte einem ihrer prominentesten Vertreter, dem Scheich Nasr ad-Dīn al-Manbidschī, der dem Mamluken-Emir Baibars II. als spiritueller Führer diente, einen Brief, in dem er freundlich, aber deutlich die monistische Lehre von Ibn ʿArabī verdammte. Ibn Taimīya dachte ursprünglich sehr positiv über Ibn ʿArabī. Im Jahre 1303/04 studierte er jedoch seine Schrift Fuṣūṣ al-ḥikam, wodurch er sich zu einem seiner heftigsten
Kritiker wandelte. Al-Manbidschī war über Ibn Taimīyas Kritik sehr verärgert und verbündete sich mit anderen Gelehrten, allen voran dem mālikitischen Oberqādī Kairos Zain ad-Dīn Ibn Machlūf (gest. 1318), der sich zu einem der erbittertsten und hartnäckigsten Gegner Ibn Taimīyas entwickeln sollte. Die beiden beschuldigten Ibn Taimīya bei den mamlukischen Autoritäten in Ägypten häretischer Lehren, wobei sie sich auf seine Bekenntnisschrift, die unter dem Namen al-Wāsitīya bekannt war, bezogen.
Der mamlukische Sultan schickte schließlich ein Schreiben an seinen Statthalter in Syrien und beauftragte ihn, ein Tribunal in Anwesenheit der Qādīs der vier sunnitischen Rechtsschulen abzuhalten, bei dem Ibn Taimīya zu seiner Bekenntnisschrift befragt werden sollte. Die ersten beiden Anhörungen fanden am 24. und 28. Januar 1306 im al-Afram-Palast des Statthalters in Damaskus statt. Bei einer dritten Anhörung wurde festgestellt, dass die Wāsitīya mit Koran und Sunna übereinstimme. Allerdings war die Angelegenheit damit noch nicht beendet, weil der schafiitische Qādī Ibn as-Sarsarī (gest. 1323) das Verfahren wiedereröffnet, wobei er einige der Schüler Ibn Taimīyas schlagen und einen von ihnen, den Hadīth-Gelehrten al-Mizzī (gest. 1341), einsperren ließ. Auf Befehl des Sultans fand am 22. Februar 1306 ein drittes weiteres in der Residenz des Gouverneurs statt. Wiederum wurde die Wāsitīya nicht verurteilt, Ibn as-Sarsarī aber zum Rücktritt gezwungen. Die beiden Gegner wurden schließlich nach Kairo geschickt, wo sie am 7. April 1306 eintrafen.

### Zwangsaufenthalt in Ägypten

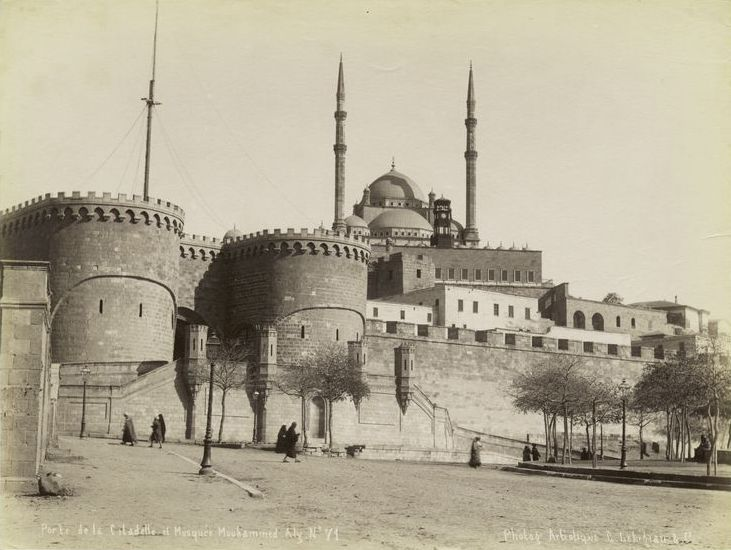
Die Zitadelle von Kairo, in der Ibn Taimīya für 18 Monate inhaftiert war.

Bereits am Tag nach seiner Ankunft in Kairo musste Ibn Taimīya vor einem neuen Tribunal erscheinen, das in der Zitadelle von Kairo tagte und aus einer Reihe hoher Staatsbeamter und den vier Ober-Qādīs Ägyptens bestand. Als
er erfuhr, dass Ibn Machlūf in dieser Sitzung sowohl Ankläger als auch Richter sein würde, kritisierte er dies als Ungerechtigkeit und weigerte sich, auf die Fragen zu seinen theologischen Positionen zu antworten. Dies führte zu Tumulten, an deren Ende Ibn Machlūf ihn zu einer Haftstrafe verurteilte. Er verbrachte fast anderthalb Jahre in der Zitadelle von Kairo. Sein Richter soll sich bei den Behörden dafür eingesetzt haben, dass er die Haft in dem untersten Kerker des Kairiner Gefängnisturms, in dem die Bedingungen besonders schlecht waren, ableisten musste. Außerdem wurde ein Dekret nach Damaskus gesandt, das dort in den Freitagspredigten verlesen werden musste. Darin wurde erklärt, dass Ibn Taimīyas theologische Ansichten anthropomorphistisch seien und dem Konsens der Gelehrten widersprächen und jeder, der sich diesen anschließe, mit dem Tod bestraft werden könne.
Ibn Taimīyas Freilassung am 25. September 1307 erfolgte auf Intervention des Emirs Salār, des Rivalen von Baibars II., und des Beduinen-Emirs Muhannā ibn ʿĪsā (gest. 1335/6), für den er zu einem unbekannten Zeitpunkt seine Bekenntnisschrift al-ʿAqīda al-Tadmurīya verfasste. Zwar erhielt Ibn Taimīya seine Freiheit zurück, doch wurde ihm untersagt, nach Syrien zurückzukehren. Während seines Aufenthaltes in Kairo verurteilte er weiter alle Neuerungen, die er als ketzerisch betrachtete. Bald jedoch stieß er auf den Widerstand zweier der einflussreichsten Sufis in Ägypten: Ibn ʿAtā' Allāh al-Iskandarānī (gest. 1309/10) und Karīm ad-Dīn al-Amulī (gest. 1310/11). Nach einer öffentlichen Kundgebung gegen ihn wurde Ibn Taimīya Ende März 1308 vor den schafiitischen Qādī Badr ad-Dīn Ibn Dschamāʿa zitiert, der ihn zu seiner Interpretation der Lehre von der Fürbitte der Heiligen (tawassul) befragte. Danach erhielt er zwar die Erlaubnis, nach Syrien zurückzukehren, wurde jedoch erneut in Kairo festgehalten und für mehrere Monate eingesperrt.
Während seiner Haft, die bis Mitte 1308 andauerte, erhielt er ausgiebig Besuch politischen Amtsträgern, die ihn um religiösen Rat baten.
Die Machtübernahme von Baybars II., der 1309 zum Sultan ernannt wurde, löste eine neue Periode der Verfolgungen für Ibn Taimīya aus. Einige Gelehrte aus der Stadt Tadmur, die mit ihn sympathisieren, warnten ihn davor, dass man Pläne zu seiner Tötung oder Verbannung geschmiedet habe. In der Nacht vom 7. auf den 8. August 1309 wurde Ibn Taimīya unter strenger Bewachung nach Alexandria gebracht, wo er unter Hausarrest gestellt wurde. Er wurde dort in einem Turm des Sultanspalastes eingesperrt, durfte aber Besuche empfangen und schreiben. Während seines siebenmonatigen Exils konnte er in Alexandria Reisende aus dem Maghreb treffen und einige bedeutende Werke verfassen, darunter eine lange Widerlegung der Muršida von Ibn Tūmart und seine Widerlegung der Logiker (ar-Radd ʿalā l-Manṭiqīyīn).
An-Nāsir Muhammad ibn Qalāwūn, der am 4. März 1310 wieder auf den Thron gesetzt wurde, ließ Ibn Taimīya frei und lud ihn nach Kairo zu einer Audienz ein. Am 11. März 1310 kehrte Ibn Taimīya nach Kairo zurück und blieb dort weitere drei Jahre. In dieser Zeit war er keinen Repressalien von staatlicher Seite mehr ausgesetzt. Gelegentlich wurde er von an-Nāsir Muhammad zu syrischen Angelegenheiten konsultiert. Außerdem unterrichtete privat und beantwortete verschiedene an ihn gerichtete Anfragen. Zu dieser Zeit begann er auch mit der Ausarbeitung seines rechtspolitischen Traktats Kitāb al-Siyāsa aš-šarʿīya, dessen Entstehungszeit auf die Zeit zwischen 1311 und 1315 datiert wird. Aus dieser Zeit stammen auch mehrere seiner ägyptischen Fatwas.

### Rückkehr nach Damaskus und weitere Inhaftierungen
Ein neuerlicher mongolischer Versuch, Damaskus zu erobern, veranlasste Ibn Taimīya zur Rückkehr nach Damaskus, wo er nach einem kurzen Aufenthalt in Jerusalem am 28. Februar 1313 eintraf. Er wurde zum Professor befördert und von seinen Anhängern als unabhängiger Mudschtahid angesehen. Sein wichtigster Schüler wurde Ibn Qaiyim al-Dschauzīya (gest. 1350), der viel zur Verbreitung seiner Ideen beitrug. In dieser Zeit beschäftigte er sich mit der Ausarbeitung seines Opus magnum Darʾ taʿāruḍ al-ʿaql wa-n-naql, das er um 1317 fertigstellte. Ungefähr um diese Zeit starb auch seine Mutter, zu der er eine enge Beziehung hatte.
Gegen Februar 1317 und in den folgenden Monaten war Ibn Taimīya in die Affäre um Humaida, den Emir von Mekka, verwickelt, der mit dem Ilchan Öldscheitü (gest. 1316) eine Vereinbarung für eine schiitenfreundliche Politik in Mekka getroffen hatte. Henri Laoust vermutet, dass Ibn Taimīya zu dieser Zeit sein Werk Minhāǧ as-sunna an-nabawīya fī naqḍ kalām aš-šīʿa al-qadarīya verfasste, in dem er den imamitischen Theologen al-ʿAllāma al-Hillī (gest. 1325) angriff.
Im Jahr 1318 erklärte Ibn Taimīya in einer Fatwa die zu seiner Zeit verbreitete Praxis des Talāq-Schwurs für den Fall der Brechung eines Versprechens für unislamisch und gesellschaftsschädigend und argumentierte, dass eine Verstoßung aufgrund eines solchen Schwurs unwirksam sei und der betreffende Mann lediglich eine Sühnehandlung (kaffāra) für den Bruch des Schwures abzuleisten habe. Außerdem bestritt er in der Fatwa und in weiteren Schriften die Gültigkeit der Zusammenlegung dreier Talāq-Formeln zu einer einzigen. Mit dieser Position rief er in Gelehrtenkreisen große Empörung hervor, weil er damit nach deren Auffassung gegen den Konsens der muslimischen Gemeinschaft verstieß. Ein Dekret des Sultans verbot ihm, weitere Fatwas über die Verstoßung zu erteilen, die der vorherrschenden hanbalitischen Lehre widersprachen. Zu diesem Thema fanden in den Jahren 1318 und 1319 auch zwei Gelehrtenversammlungen unter dem Vorsitz von Tankiz, dem Gouverneur von Damaskus, statt. Eine dritte Versammlung, die am 26. August 1320 stattfand, beschuldigte Ibn Taimīya, das Verbot des Sultans verletzt zu haben, und verurteilte ihn zu einer Gefängnisstrafe. Er wurde sofort verhaftet und in der Zitadelle von Damaskus eingesperrt, wo er etwas mehr als fünf Monate verbrachte. Erst am 9. Februar 1321 wurde er aufgrund eines Dekrets von an-Nāsir Muhammad wieder freigelassen.
In den folgenden Jahren wird Ibn Taimīya als Teilnehmer an verschiedenen Ereignissen im religiösen und politischen Leben Ägyptens und Syriens erwähnt. 1326 verurteilte er in einer Fatwa die in seiner Zeit gängige Praxis, zu Grabstätten oder zu anderen als segenspendend erachteten Orten zu reisen, als unerlaubte Bidʿa. Damit löste er öffentlichen Protest aus, der bis nach Kairo reichte und an dessen Höhepunkt ihn der malikitische Oberqādī in Ägypten, Taqī ad-Dīn al-Ichnā'ī (gest. 1349) in einer Fatwa zum Ungläubigen erklärte. Der Sultan an-Nāsir Muhammad wurde aufgefordert, Ibn Taimīya mit dem Tode zu bestrafen, weigerte sich jedoch und verurteilte ihn lediglich zu einer Haftstrafe. Am 18. Juli 1326 wurde er erneut ohne weiteres Gerichtsverfahren verhaftet. Einige seiner Schüler wurden mit ihm verhaftet, allerdings kurz darauf wieder freigelassen. Einzige Ausnahme war Ibn Qaiyim al-Dschauzīya. Im Gefängnis verfasste Ibn Taimīya eine Widerlegung al-Ichnā'īs in der Ziyāra-Frage. Daraufhin verhängte der Sultan auf Drängen al-Ichnā'īs ein totales Schreib- und Fatwa-Verbot für Ibn Taimīya. Dieses wurde in der Umayyaden-Moschee von Damaskus verlesen.
Ibn Taimīya blieb bis zu seinem Tod am 20. Dhū l-Qaʿda 728 (= 26. September 1328) in Haft. Er wurde auf einem Damaszener Sufi-Friedhof neben seinem Bruder Scharaf ad-Dīn begraben. Ibn Taimīya war nie verheiratet und hinterließ auch keine Nachkommen.

## Werke
Ibn Taimīya verfasste mehrere umfangreiche Werke und Hunderte von Fatwas und Abhandlungen über religiöse Themen. Die Behandlung ein und derselben Thematik überschneidet sich allerdings in seinen verschiedenen Schriften häufig inhaltlich. Wie Farid Suleiman festgestellt hat, ähneln sich sogar oft die Formulierungen oder und angeführten Beispiele.

### Darʾ taʿāruḍ al-ʿaql wa al-naql
In Darʾ taʿāruḍ al-ʿaql wa al-naql („Abwendung des Widerspruchs zwischen Vernunft und Offenbarung“) bringt Ibn Taimīya 44 Argumente vor, die sich mit der Beziehung zwischen Vernunft und Tradition befassen: Seine vielen Widerlegungen der Methoden der Philosophen und Theologen machen den größten Teil des Buches aus. Die 44 Argumente waren eine Erwiderung auf ein „allgemeines Gesetz“ (qānūn kullī), das von Fachr ad-Dīn ar-Rāzī (gest. 1209) aufgestellt worden war, um die Beziehung zwischen Vernunft (ʿaql) und Tradition (naql) zu regeln. Der wichtigste Punkt hierbei war die Vorstellung, dass die Vernunft die Grundlage der Tradition ist und die Tradition daher der Vernunft nicht vorausgehen kann: Im Falle eines Widerspruchs müsse der Vernunft der Vorzug gegeben werden.
Ibn Taimīya nennt zunächst die Parteien, die das oben genannte Gesetz verteidigen. Hierzu gehören diejenigen, die sich als Philosophen ausgeben (al-mutafalsifa) wie al-Fārābī, Avicenna und Averroes, die ketzerischen Sufis wie Muhyī d-Dīn Ibn ʿArabī und Ibn Sabʿīn und die Mutakallimūn der Muʿtazila, der Kullābīya, der Sālimīya, der Karrāmīya und der Schia. Sodann geht er dazu über, sie mit verschiedenen Argumenten zu widerlegen, die nach Binyamin Abrahamov folgendem Grundgerüst folgen:
1. Vernunft ist nicht die Grundlage der Tradition. Ibn Taimīya gibt hier zu bedenken, dass die Aussage „Die Vernunft ist die Grundlage der Tradition“ zwei verschiedene Bedeutungen haben kann: a) Die Vernunft ist die Grundlage der Existenz der Tradition selbst, b) Die Vernunft ist die Grundlage unseres Wissens über die Stichhaltigkeit der Tradition. Beide Möglichkeiten verwirft er. Die erste Möglichkeit schließt er aus, weil seiner Meinung nach Tradition aufgrund des prophetischen Berichts (samʿ) oder anderer Mittel existiert, unabhängig davon, ob die Menschen ihre Existenz durch Vernunft oder auf andere Weise erkennen oder nicht. Die zweite Möglichkeit lehnt er mit dem Argument ab, dass nicht alle durch die Vernunft erkannten Dinge als Beweis für die Stichhaltigkeit der Tradition dienen können.
2. Argumente gegen die rationalen Argumente:
  1. Sie sind vielfältig und manchmal widersprüchlich. Ibn Taimīya veranschaulicht die Vielfalt der Ansichten derjenigen, die den Gebrauch der Vernunft befürworten, anhand der Attribute Gottes, die von den Muʿtazila und einigen Schiiten abgelehnt, von den sogenannten ahl al-iṯbāt jedoch bekräftigt werden. Er ignoriert nicht die Frage, die sich sofort stellt, nämlich dass sich die Prophetengefährten und Gelehrten der nachfolgenden Generation sich ebenfalls an Debatten über religiöse Fragen beteiligten, so dass diese sich nicht von den Mutakallimūn unterscheiden und somit auch die Tradition widersprüchliche Vorstellungen enthält. Er meint jedoch, dass sich die alten Gelehrten bei diesen Debatten auf Überlieferungen (aḫbār) gestützt hätten, um die richtige Entscheidung zu erhalten.[32]
  2. Sie enthalten Zweifel. Dagegen werden traditionelle Sachverhalte, die angeblich durch die Vernunft widerlegt wurden, wie etwa die Attribute Gottes, das Leben nach dem Tode usw., nach Ibn Taimīya durch notwendiges Wissen erkannt, das sich aus der breiten Überlieferung (tawātur) ergibt.[33]
  3. Sie sind eine Mischung aus Wahrheit und Lüge. Damit werden sie zum Ursprung von Neuerungen (manšaʾ al-bidaʿ), denn wäre eine Lehre völlig falsch, wäre dies offensichtlich und würde daher abgelehnt werden, und wäre sie andererseits rein wahr, würde sie mit der Tradition übereinstimmen, denn die Tradition widerspricht nicht der reinen Wahrheit.[34]
  4. Sie stimmen nicht mit dem üblichen Sprachgebrauch überein. Dies war eines der Hauptargumente Ibn Taimīyas gegen die Lehren der Theologen und Philosophen. Dass sie nicht die reine arabische Sprache des Korans, der Sunna und des gewöhnlichen Sprachgebrauchs verwenden, illustriert er an dem Ausdruck ḥudūṯ al-ʿālam („Entstehung der Welt“), der eine wichtige Rolle im Gottesbeweis der Mutakallimūn. Er konstatiert dazu, dass sich dieser Ausdruck weder im Koran, noch in der Sunna oder in den Aussagen der Prophetengefährten finde. Keiner der arabischen Philologen, der Propheten und ihrer Anhänger, der großen Nationen oder der berühmten Gemeinschaften, argumentiert Ibn Taimīya, habe eine solche Bedeutung des Begriffs ḥudūṯ gekannt, mit Ausnahme einer Gruppe von Philosophen, die von Aristoteles beeinflusst waren. Sie hätten, so meint er, die Menschen mit diesen Ausdrücken aufgrund ihrer Mehrdeutigkeit in die Irre geführt und getäuscht. Ibn Taimīya veranschaulicht den unangemessenen Gebrauch der Sprache durch die Theologen und Philosophen noch anhand von anderen Wörtern, so zum Beispiel Tauhīd.[35]
  5. Sie sind nicht immer rational. Ibn Taimīya zweifelt allerdings nur die angeblich rationalen Argumente an, die der Offenbarung entgegenstehen.[36]
3. Die Argumente des Kalām und der Philosophie sind falsch. Ein großer Teil dieses Abschnitts ist der Diskussion der Attribute Gottes gewidmet. Einer der Koranverse, aus denen die Mutakallimūn die Ablehnung von Attributen ableiten, ist Vers 11 in Sure 42: „Es gibt nichts, das ihm gleichkommt“. Wenn es nichts gebe, das Gott gleiche, könne er keine Attribute besitzen, die dem Menschen eigen sind, so war ihr Argument. Ibn Taimīya weist dieses Argument mit dem Einwand zurück, dass gemäß der Sprache des Korans zwei Dinge die drei Dimensionen teilen und dennoch nicht gleich sein könnten.[37] Er weist hier auch die Lehre des Muʿtaziliten Abū l-Hudhail (gest. zwischen 840 und 850), wonach Gott durch ein Wissen weiß, das mit ihm identisch ist, und auch alle anderen andere wesentliche Attribute mit Gott identisch sind. Ibn Taimīya wendet dagegen ein, dass all diese Attribute unterschiedliche Realitäten seien, und daher eine solche Lehre zwangsläufig falsch sei.[38]
4. Die Folgen der Bevorzugung der Vernunft. Ibn Taimīya behandelt hier die Konsequenzen, die sich ergeben, wenn die Vernunft der Offenbarung vorgezogen wird.[39]

Bei Darʾ taʿāruḍ al-ʿaql wa al-naql handelt es sich um die einzige Abhandlung eines hanbalitischen Gelehrten, die sich in dieser Ausführlichkeit mit der Beziehung zwischen Vernunft und Offenbarung befasst. Ibn Taimīya greift darin selbst an mehreren Stellen auf rationale Argumente des Kalām zurück, um seinen Standpunkt zu begründen und die Ansichten der Gegner zurückzuweisen. Seine Ansicht scheint auf den ersten Blick mit der Ansicht von Averroes übereinzustimmen, der sagt, dass sowohl Religion als auch Philosophie wahr sind und eine Wahrheit der anderen nicht widerspricht, allerdings lehnt Ibn Taimīya darin „jede rationale externe Doktrin oder jeden rationalen Begriff ab und beschränkt den Denkprozess auf die Inhalte und Methoden der Offenbarung, wie er sie versteht“.

### Seine Abhandlung über die Koranhermeneutik
Bei Muqaddima fī uṣūl at-tafsīr („Einführung in die Grundlagen der Koranexegese“) handelt es sich um die erste systematische, eigenständige Abhandlung über die Hermeneutik des Korans in der islamischen Tradition. Ibn Taimīya berichtet, dass er die Abhandlung aus dem Gedächtnis (min imlāʾ al-fuʾād) verfasste, was Walid Saleh zu der Annahme veranlasste, dass er das Werk „während seiner letzten Haftstrafe, ohne Zugang zu seinen Notizen und Büchern“ verfasste. Diese Annahme wird dadurch gestützt, dass Ibn Qaiyim al-Dschauzīya in einem seiner Werke schreibt, dass Ibn Taimīya am Ende seines Lebens ihm „einen Leitfaden zur Interpretation des Korans“ (qāʿida fī t-tafsīr) in seiner eigenen Handschrift zugeschickt habe.
In der vielzitierten Ausgabe von ʿAdnān Zarzūr umfasst der Text 83 Seiten und besteht aus einer Einleitung und sechs Abschnitten (fuṣūl). In den Handschriften wird das Werk ohne Titel überliefert. Nach Zarzūr war es erst der hanbalitische Mufti von Damaskus Muhammad Dschamīl asch-Schattī (gest. 1959), der dem Werk seinen modernen Titel Muqaddima fī uṣūl at-tafsīr gab, als er die Abhandlung 1936 zum ersten Mal druckte. Das Werk wurde ins Englische, Französische und Deutsche übersetzt.
In der Einleitung erklärt Ibn Taimīya, dass er das Werk als Antwort auf eine Anfrage nach „allgemeinen Regeln“ (qawāʿid kullīya) zum Verständnis des Korans verfasst habe. Ibn Taimīya weist auch auf den grundsätzlich erkenntnistheoretischen Charakter der Abhandlung hin, indem er erklärt, dass sicheres Wissen (ʿilm) auf einer „zuverlässigen Übermittlung (naql) von jemandem beruht, der vor Irrtümern geschützt ist, oder auf einer Aussage, für die es einen bekannten Beweis (dalīl) gibt.“ Den ersten Abschnitt des Werks beginnt er mit der Aussage, dass es zwingend zu wissen sei, „dass der Prophet seinen Gefährten die Bedeutungen (maʿānī) des Korans klar machte, so wie er ihnen seine Worte (alfāẓ) klar machte.“ Den zweiten Abschnitt widmete er dem Nachweis, dass es nur wenige Unstimmigkeiten unter den Prophetengefährten und Muslimen der zweiten Generation gegeben habe. Einen Teil des dritten Abschnitts widmet er der Feststellung, dass Koran-Interpretationen, die ausschließlich den Muslimen der zweiten Generation zugeschrieben werden, ebenfalls zuverlässiges prophetisches Wissen darstellen. Am Ende dieses Abschnitts nimmt er angebliche Verbreiter fehlerhafter exegetischer Traditionen ins Visier. Der vierte Abschnitt untersucht Unterschiede in der Koranauslegung, die sich aus schlussfolgerndem Denken (istidlāl) ergeben. Im fünften Abschnitt stellt er klar, dass der Prophet die Überlieferung israelitischen Überlieferungen erlaubt habe und sie als bestätigende Beweise angeführt werden können. Ibn Taimīya beendet das Werk mit einer Verurteilung des Ra'y, also der persönlichen Meinung: „Was die Auslegung des Koran allein durch Ra'y betrifft, so ist sie Harām“.
Sāmī ibn Muhammad ibn Dschādallāh, der 2022 die Muqaddima neu herausgab, ist aufgrund seiner textgeschichtlichen Untersuchungen allerdings zur der Auffassung gelangt, dass die letzten beiden Abschnitte dieses Werks nicht Ibn Taimīya, sondern seinem Schüler Ibn Kathīr zugeschrieben werden müssen. Ihm zufolge stammen sie ursprünglich aus Ibn Kathīrs Korankommentar und sind erst von asch-Schattī an die Muqaddima angehängt worden.

### Weitere Schriften
- al-Fatwā l-ḥamawiyya al-kubrā („Die große Fatwa von Hama“). Ibn Taimīyas beantwortete mit dieser Schrift, die er 1298 verfasste, eine aus der Stadt Hama an ihn herangetragene Bitte um die korrekte Interpretation mehrerer Verse und Prophetenworte, die Gott in einer Weise beschreiben, die ihn mit seiner Verschöpfung verähnlichen. Er löste damit aber eine Welle der Kritik aus, woraufhin er seine Ansichten in zwei weiteren Schriften zu verteidigen versuchte.[58]
- Ǧawāb al-iʿtirāḍāt al-Miṣrīya ʿalā l-futyā l-Ḥamawīya („Antwort auf die ägyptischen Einwände gegen die Fatwa von Hama“). In dieser Schrift, die Ibn Taimīya während seiner Inhaftierung im Turm der Zitadelle in Kairo in der Zeit zwischen April 1306 und September 1307 der verfasste, 307, antwortete er auf die Einwände, die der hanafitische Oberqādī in Ägypten, Schams ad-Dīn as-Sarrūdschī (gest. 1310), gegen sein Werk al-Fatwā l-ḥamawiyya al-kubrā vorgebracht hatte.[59]
- Bayān talbīs al-ǧahmiyya fī taʾsīs bidaʿihim al-kalāmiyya („Die Offenlegung der Täuschungen der Dschahmiten bei der Grundlegung ihrer kalām-bezogenen Neuerungen“). Ibn Taimīya verfasste dieses Werk, das in der modernen Ausgabe zehn Bände umfasst, ebenfalls während der Inhaftierung in der Zitadelle von Kairo, aber nach der „Antwort auf die ägyptischen Einwände“. Sein Ziel in dieser Schrift war es, Fachr ad-Dīn ar-Rāzīs Werk Asās at-taqdīs zu entkräften. Aus diesem Grund ist das Werk auch unter dem Titel Naqḍ Asās at-taqdīs (Die Widerlegung des [Buches] Asās at-taqdīs) bekannt. Er geht hier auf eine Vielzahl von Attributen Gottes ein.[60]
- Kitāb al-Īmān („Buch über den Glauben“), auch bekannt als Kitāb al-Īmān al-kabīr. Ibn Taimīya verteidigt in diesem Werk die Ansicht, dass der Ausdruck Īmān sowohl die innere Überzeugung als auch die äußeren Werke bezeichnet und diese zu- und abnehmen können. Der Umstand, dass manche Gruppierungen wie die Murdschi'a behaupteten, īmān bezeichne vordergründig eine bestimmte Geisteshaltung des Menschen und umfasse lediglich im übertragenen Sinne dessen Werke, veranlasst Ibn Taimīya in einer längeren Passage dazu, seine grundsätzliche Kritik an der Haqīqa-Madschāz-Dichotomie auszuführen. Ibn Taimīya verfasste das Werk wahrscheinlich während seines Ägypten-Aufenthaltes zwischen 1310 und 1313 oder fügte es am Ende dieses Aufenthaltes aus einzelnen kleineren Schriften zusammen.[61] Es wurde auch ins Englische übersetzt.[62]
- Qāʿida fī l-ḥaqīqa wa-l-maǧāz („Ein Grundsatz zu eigentlicher und übertragener Bedeutung“). In dieser Schrift, verfasst nach 1316, versucht Ibn Taimīya zu zeigen, dass die linguistische Unterscheidung zwischen Haqīqa und Madschāz nicht zu rechtfertigen ist. Seine Kritik richtet sich dabei gegen das Buch al-Iḥkām fī uṣūl al-aḥkām des Aschʿariten al-Āmidī (gest. 1233).[63]
- ar-Radd ʿalā l-Manṭiqīyīn („Widerlegung der Logiker“). Nach Wael B. Hallaq handelt es sich bei der Abhandlung um „einen der verheerendsten Angriffe, der jemals gegen die Logik der frühen Griechen, der späteren Kommentatoren und ihrer muslimischen Anhänger gerichtet wurde.“[64] Das Werke wurde von Hallaq unter dem Titel Ibn Taymiyya Against the Greek logicians ins Englische übersetzt.
- Minhāǧ as-sunna an-nabawīya fī naqḍ kalām aš-šīʿa al-qadarīya („Die Methode der prophetischen Sunna bei der Widerlegung der Rede der qadaritischen Schia“).
- As-Siyāsa aš-šarʿīya fī iṣlāḥ ar-rāʿī wa-r-raʿīya (etwa: Scharia-basierte Politik zur Verbesserung des Herrschers und der Untertanen): eine staatstheoretische Abhandlung. Henri Laoust übersetzte sie unter dem Titel Le Traité de droit public d'Ibn Taimiya (Beirut 1948) ins Französische.
- Al-Ǧawāb al-Ṣaḥīḥ li-man baddala dīn al-Masīh (Die richtige Antwort auf diejenigen, die den Glauben des Messias entstellten): Widerlegung des Christentums in sieben Teilen
- aṣ-Ṣārim al-maslūl ʿalā šātim ar-rasūl (Das gezogene Schwert gegen diejenigen, die gegen den Gottgesandten lästern)
- Maǧmūʿ al-Fatāwā (Die großen Fatwas), posthume Sammlung in 37 Bänden
- Fatāwā al-Miṣriyyah (Die ägyptischen Fatwas)
- Šarḥ Futūh al-ġaib (Kommentar zur Enthüllung des Unsichtbaren): Kommentar zu einer Predigtsammlung von ʿAbd al-Qādir al-Dschīlānī
- Al-Hisba fi al-Islam (Die Hisba im Islam): Schrift über islamische Wirtschaft
- al-ʿAqīda al-Wāsiṭīya („Die Glaubenslehre von Wāsit“), Bekenntnisschrift, in der Ibn Taimīya die wichtigsten Glaubenslehren der Sunniten zusammenstellte. Sie wurde von Henri Laoust ins Französische,[65] von Merlin Swartz ins Englische[66] und von Clemens Wein ins Deutsche[67] übersetzt.
- Rafʿ al-malām ʿan al-aʾimma al-aʿlām („Die Entfernung des Tadels von den großen Imamen“). In dieser Schrift, die Ibn Taimīya ein Jahr vor seinem Tod verfasste, führt er zwölf Gründe an, wieso es trotz Vorhandenseins auf korrekte Weise überlieferter Hadite und des von allen Gelehrten geteilten Willens, dem Propheten zu folgen, so viele Meinungsverschiedenheiten in religiösen Fragen gibt. Abdul-Hakim al-Matroudi fertigte von dem Werk eine kommentierte englische Übersetzung an.[68]

## Lehren

### Ontologie
Auf ontologischer Ebene und hinsichtlich der Universalienfrage ist die Forschung zu dem Ergebnis gekommen, dass Ibn Taimīya ein Nominalist war. Trotz der Parallelen zwischen seinem Denken und dem der späteren Nominalisten und Empiristen können aber auch wichtige Unterschiede ausgemacht werden, und zwar sowohl bezüglich des Inhalts als auch der Absicht, die von den jeweiligen Denkern verfolgt wurde. Anke von Kügelgen ordnete Ibn Taimīyas ontologische Position zunächst als nominalistisch ein, rückte aber später davon ab und bezeichnete sie als „gemäßigt realistisch“. Sie sieht bei ihm eine große Übereinstimmung mit der Position der Peripatetiker. Seine scharfe Zurückweisung der Existenz von Universalien in rebus sei lediglich durch den großen Unterschied zwischen den metaphysischen Theorien der Philosophen und seinen eigenen motiviert. Dieser Ansicht widersprach Farid Suleiman, der meint, dass Ibn Taimīya in der Universalienfrage „ein Konzeptualist mit Tendenzen zum Nominalismus“ war. Er begründet dies damit, dass sich nach Ibn Taimīya in allen Sprachen Allgemeinbegriffe finden, diese jedoch kein reales ontologisches Fundament in den Einzeldingen haben. Damit grenze sich Ibn Taimīya eindeutig vom gemäßigten Realismus, wie er von Ibn Sīnā vertreten worden sei, ab. Außerdem verweist er auf eine Stelle, an der Ibn Taimīya explizit verneint, dass Allgemeinbegriffe ein ontologisch-reales Fundament in der Außenwelt besitzen.
Ibn Taimīya vertrat die Ansicht, dass, abgesehen von den in den offenbarten Texten enthaltenen universellen Aussagen, alle universellen Aussagen über Dinge in der realen Welt durch die Beobachtung von Einzelheiten gebildet werden. Er meinte, dass eine ganze Reihe von Fragestellungen gar nicht erst aufgekommen wären, wenn man zwischen dem, was nur im Kopf, und dem, was extramental existiert, sauber unterschieden hätte. Dazu zählte er insbesondere die Frage, ob die Existenz identisch mit der Quiddität ist oder ihr zusätzlich zukommt. Ibn Sīnā hatte die beiden bezüglich Gott als identisch und bezüglich der erschaffenen Dingen als voneinander verschieden angesehen. Ibn Taimīya lehnte diese Sicht dezidiert ab. Die Frage, die die Kalām-Gelehrten lange beschäftigt hatte, wie man sich das Verhältnis zwischen Gottes Wesen und Seinen Attributen vorstellen kann, ohne Gott deshalb als aus Teilen zusammengesetzt zu betrachten, löse sich somit bei Ibn Taimīya als ein Scheinproblem auf. Aus derselben Fehlerquelle, die auch dem Universalienproblem zugrunde liegt, nämlich der fehlenden Unterscheidung zwischen mentalen Vorstellungen und der außenweltlichen Wirklichkeit speisen sich nach Ibn Taimīya auch die irrigen Ansichten über den ontologischen Status von Raum und Zeit.
Ibn Taimīya unterteilte das Sein in vier Stufen (marātib): Es kann in den Einzeldingen (aʿyān), den Köpfen (aḏhān), der Zunge (lisān) und den Fingerkuppen (banān) verortet werden. Mit Verweis auf dieses vierstufige Seinsmodell kritisierte er das Konzept der Aʿyān thābita von Muhyī d-Dīn Ibn ʿArabī (gest. 1240). Seine Kritik an diesem Konzept berührte Fragen von Gottes Selbstgenügsamkeit und Seiner Allmacht sowie der Vorherbestimmung (Qadar).

### Sprachtheorie
Ibn Taimīya verwarf in zwei seiner Schriften die seit Aristoteles allgemein übliche Unterscheidung zwischen „eigentlicher Bedeutung“ und „übertragener Bedeutung“ von sprachlichen Äußerungen, die sich im Arabischen im Gegensatz zwischen Haqīqa und Madschāz spiegelt. Die Anfänge der bewussten Unterscheidung zwischen Haqīqa und Madschāz als sprachtheoretisches Gegensatzpaar verortete er im muʿtazilitischen Denkmilieu des dritten islamischen Jahrhunderts. Auf diese Weise versuchte er die Annahme zu widerlegen, dass es sich bei der Haqīqa-Madschāz-Dichotomie um eine seit jeher bekannte und überzeitlich gültige Kategorisierung von Begriffen, die „der arabischen Sprache auf Basis einer in ihr angelegten Endgültigkeit entnommen wurde“. Auch in der westlichen Forschung geht man davon aus, dass es sich bei der Haqīqa-Madschāz-Dichotomie um ein Konzept handelt, das die Muʿtaziliten in den theologischen Diskurs einführten, um ihre tiefgreifende Umdeutungen der Quellentexte leichter legitimieren zu können. Diese Instrumentalisierung des Konzepts durch die Muʿtaziliten war nach Ansicht Farid Suleimans auch der Hauptgrund dafür, dass sich Ibn Taimīya in zwei seiner Schriften so kritisch mit dieser Lehrauffassung auseinandersetzte.
Ibn Taimīya selbst vertrat die Theorie, dass sich die Bedeutung sprachlicher Äußerungen immer nur in der praktischen Anwendung (istiʿmāl) konstituiere und deshalb eine solche Unterscheidung von Bedeutungsebenen bei Wörtern per se nicht möglich sei. Dementsprechend wies er auch die zu seiner Zeit verbreitete Lehre vom Wadʿ im Sinne einer apriorischen Verknüpfung zwischen Ausdruck und Bedeutung bei Wörtern zurück. Dadurch eröffnete sich ihm Raum für eine alternative Bedeutungstheorie, bei der die Verwendungsmöglichkeiten der Begriffe in einen nicht-hierarchischen Bezug zu ihrem gemeinsamen semantischen Kern gesetzt werden. Was die richtige Bedeutung einer sprachlichen Äußerung sei, ergibt sich Ibn Taimīya zufolge nur aus der Intention des Sprechers. Deshalb gelte es bei der Interpretation von Textstellen aus Koran und Sunna durch Fiqh („Verständnis“), die Intentionen Gottes zu erschließen. Das Konzept des Literalsinns hat in Ibn Taimīyas kontextbasierter Sprachtheorie, in der sich Bedeutung immer im Zusammenspiel von sprachlichem Zeichen und den den Sprechakt begleitenden Indizien (qarāʾin) konstituiert, keinen Platz.
Ibn Taimīya lehnte auch die Kriterien ab, die als Merkmal zur Abgrenzung Haqīqa- und Madschāz-Ausdrücken verwendet wurden. So wies er die Lehre, dass ein Ausdruck dann als Haqīqa einzuordnen sei, wenn er in der Bedeutung benutzt wird, die die Araber ihm bei seinem ersten Gebrauch (al-istiʿmāl al-auwal) zugewiesen hatten, mit dem Argument zurück, dass die arabische Sprache viel zu alt ist, als dass sich diese Bedeutung noch ermitteln ließe. In seiner Argumentation gegen diese Kriterien, die nach ihm auf reiner Willkür basierten, griff Ibn Taimīya auch auf Argumente seines hanbalitischen Schulkollegen Ibn ʿAqīl (gest. 1119) zurück. Robert Gleave betrachtete Ibn Taimīyas Ablehnung der Haqīqa-Madschāz-Dichotomie als Weiterentwicklung der von Ibn Qudāma al-Maqdisī (gest. 1233) „kontextuell ausgerichteten“ hanbalitischen sprachtheoretischen Position.

### Koranhermeneutik
Ibn Battūta berichtet, dass Ibn Taimīya während seiner ersten Gefangenschaft in Kairo einen etwa 40-bändigen Korankommentar mit dem Titel al-Baḥr al-muḥīṭ verfasste. Es gibt jedoch keine weiteren Belege dafür, und moderne Werke, die sich als Ibn Taimīyas Tafsīr ausgeben, sind in Wirklichkeit Zusammenstellungen seiner diversen Fatwas und Abhandlungen. Ibn Taimīya scheint jedoch der erste islamische Gelehrte gewesen zu sein, der eine systematische, eigenständige Abhandlung über die Hermeneutik des Korans verfasste.
In seiner Koranhermeneutik ging es Ibn Taimīya darum, die Erkennbarkeit der intendierten Bedeutung der koranischen Rede zu bewahren und das Nicht-Erkennbare auf die Eigenschaften der in dieser Rede erwähnten Objekte oder Ereignisse zu begrenzen. Er belebte eine marginale und stark traditionalistische Strömung der Tafsīr-Tradition neu, die die Koran-Interpretationen der Muslime der ersten und zweiten Generation auf die Ebene der Sunna des Propheten erhob. Nach seiner Auffassung hatte der Prophet eine einheitliche und kohärente Auslegung des Qurʾān vermittelt. Auch unter den Prophetengefährten gab es aufgrund ihrer Nähe zum Propheten nur minimale Konflikte hinsichtlich der Auslegung des Korans. Strittig seien unter ihnen nur unwesentliche Dinge, die von den Ahl al-kitāb überliefert wurden, sowie manchmal die Offenbarungsanlässe der Koranverse gewesen. Die Muslime der zweiten Generation sollen von den Prophetengefährten die Koranexegese empfangen haben, sowie sie das Wissen um die Sunna von ihnen erhielten.
Ibn Taimīya meint, dass exegetische Differenzen, die durch schlussfolgerndes Denken verursacht wurden, erst nach den ersten drei Generationen nach dem Propheten auftraten, und er lobt 15 Korankommentatoren dafür, dass sie die Interpretationen der frühen Muslime übermittelten und diese späteren Schwierigkeiten sicher vermieden. Zu ihnen gehören ʿAbd ar-Razzāq as-Sanʿānī (gest. 827), at-Tabarī und Ibn Abī Hātim ar-Rāzī (gest. 938). In der Muqaddima lobte er at-Tabarī für die Übermittlung der exegetischen Traditionen der Salaf und nennt seinen Kommentar „einen der größten und umfangreichsten traditionsbasierten Kommentare (at-tafāsīr al-maʾṯūra)“. Dagegen warf er ath-Thaʿlabī (gest. 1035) und az-Zamachscharī (gest. 1144) vor, viele gefälschte Hadith-Berichte über die Vorzüge der koranischen Suren überliefert zu haben, und er kritisierte insbesondere ath-Thaʿlabī dafür, Hadithe ohne jegliche Unterscheidung weiterzugeben: „Er war ein Mann, der nachts Holz sammelte und alles weitergab, was er in den Kommentarbüchern fand, ob authentisch, schwach oder gefälscht.“ Ibn Taimīya warnte, dass ein Abweichen vom Weg der frühen Muslime (salaf) nur zu Irrtum und Neuerungen führe: „Wer sich von den Lehrrichtungen und Koranauslegung der Gefährten und der Muslime der zweiten Generation abwendet und sich etwas anderem zuwendet, das im Widerspruch dazu steht, der irrt, ja ist ein Neuerer (mubtadiʿ), selbst wenn er ein Mudschtahid ist, dem sein Irrtum vergeben wird.“
In fünften und sechsten Abschnitt seiner Muqaddima skizziert Ibn Taimīya eine Abfolge von Schritten zur Auslegung des Korans. Als die beste Methode der Koranexegese empfiehlt er „die Erklärung des Korans durch den Koran“ (tafsīr al-Qurʾān bi-l-Qurʾān), denn, so schreibt er, „was an einem Ort zusammengefasst wurde, ist an einer anderen Stelle erklärt worden, und was an einem Ort verkürzt wiedergegeben wurde, ist an einer anderen Stelle dargelegt worden“. Dies ist wahrscheinlich der früheste Beleg für die Vorstellung werkimmanenter Koranexegese in der islamischen Tradition. Wenn die Erklärung des Korans durch den Koran nicht funktioniere, solle man sich der Sunna zuwenden, weil sie den Koran erläutere. Als dritte Möglichkeit, auf die man zurückgreifen solle, wenn Koran und Sunna nicht hülfen, verweist er auf die Lehrmeinungen der Prophetengefährten, da sie hinsichtlich der Koranexegese am wissendsten gewesen seien. Als vierte Möglichkeit verweist Ibn Taimīya auf die Lehrmeinungen der Muslime der zweiten Generation. Wenn sich die Ergebnisse der textgeschichtlichen Untersuchung von Sāmī ibn Muhammad ibn Dschādallāh als richtig erweisen, dann sind diese Aussagen allerdings nicht Ibn Taimīya zuzuschreiben, sondern seinem Schüler Ibn Kathīr.

### Theologie
Ibn Taimīya hat sich intensiv mit der komplexen Ideengeschichte bezüglich der Attribute Gottes bis hin zu seiner Zeit auseinandergesetzt. Hinsichtlich der Frage, ob die Bedeutung der Gottesbeschreibungen, die entweder eine Körperlichkeit oder eine Örtlichkeit Gottes auszudrücken scheinen, gewusst werden kann oder nicht, gab es zwei Positionen. Die bejahende Position wurde Ithbāt („Bejahung“) genannt, die verneinende Tafwīd („Überlassung“, nämlich des Wissens über die Bedeutung an Gott). Ibn Taimīya war ein Vertreter der Ithbāt-Position und betrachtete den Tafwīd als ungültig. Mit dieser Ansicht stand er im Widerspruch zur herrschenden Meinung der Traditionalisten seiner Zeit, was ihm Kritik aus den eigenen Reihen
einbrachte. Ibn Taimīya verneint an vielen Stellen seiner Werke in expliziter Form, dass die Attribute und Handlungen Gottes mit denen der Menschen vergleichbar sind. Die Rede Gottes betrachtete Ibn Taimīya als unerschaffen, jedoch nicht als ewig. Für seine Attributenlehre war das Konzept des Tashkīk sehr wichtig.
Ibn Taimīya war einer der frühesten Kritiker der wahdat-al-wudschūd-Lehre. Er sah darin eine Entleerung und Leugnung des Schöpfers, die alle Formen von Schirk in sich schließe. Er selbst vertrat die Ansicht, dass Gott und die Welt voneinander vollkommen abgetrennte und durch ein ihnen jeweils zukommendes Sein nebeneinander existierende Entitäten sind. Gott ist nach Ibn Taimīya ist durch Sich Selbst bestehend (qāʾim bi-nafsihī), oberhalb der Schöpfung und von ihr abgetrennt. Darüber hinaus ist es möglich, Ihn zu sehen und auf Ihn zu zeigen.

### Propheten und Heilige
Was das Konzept der ʿIsma anbelangt, so vertrat Ibn Taimīya entgegen dem allgemeinen Gelehrtenkonsens die Ansicht, dass Propheten nicht davor geschützt waren, kleinere Sünden und Fehler zu begehen, sondern nur davor, auf ihnen zu beharren.
Er verwarf auch die Heiligenverehrung der Sufis sowie die übermäßige Verehrung der Propheten, mit dem Argument, dass allein Gott anbetungswürdig sei. Die Anrufung von Heiligen als Mittlergestalten zwischen Gott und den Menschen lehnte er scharf ab, da es dem Prinzip der absoluten Einzigartigkeit und Erhabenheit Gottes (tauhīd/Monotheismus) zuwiderlaufe und ein nicht auf Gott, sondern auf Menschen gerichteter Kult sei. Ehrbezeugungen in Form von Schmuck an Heiligengräbern und volkstümliche Praktiken wie das Schreiben von Wunschzetteln und ihr Anhängen an Bäumen galten für ihn als Unglaube und Heidentum (kufr).
Ibn Taimīya verurteilte in einer Fatwa die in seiner Zeit gängige Praxis, zu Grabstätten oder zu anderen als segenspendend erachteten Orten zu reisen, als eine unerlaubte Bidʿa. Hierbei berief er sich auf den Hadith, wonach die einzig gültigen Ziele für eine religiös motivierte Reise (ziyāra) die al-Harām-Moschee in Mekka, die Prophetenmoschee in Medina und die al-Aqsa-Moschee in Jerusalem sind. Den Besuch nahegelegener Friedhöfe hielt er jedoch für empfehlenswert.

### Recht

#### Rechtstheorie
Ibn Taimiya betonte, dass alle juristischen Entscheidungen direkt auf einem Beleg aus dem Koran oder der Prophetenüberlieferung (Sunna) zu beruhen haben. Der Konsens der Gelehrten (Idschmāʿ) sei nur gültig, wenn er durch solche Belege abgedeckt sei. Dem Analogieschluss (Qiyās) stand er sehr kritisch gegenüber.
Die Anwendung des Taqlid lehnte Ibn Taimiya ab. Er vertrat die Auffassung, dass die ersten drei Generationen des Islam (Salaf) – Mohammed, seine Gefährten und die Anhänger seiner Gefährten aus den ersten Generationen der Muslime – die besten Vorbilder für ein islamisches Leben darstellen. Einer „Neueinführung“ von gottesdienstlichen Handlungen widersetzte er sich daher als unerlaubter Erneuerung (Bidʿa).

#### Angewandtes Recht
Ibn Taimiya hielt den ṭalāq al-bidʿa, die Verstoßung der Ehefrau durch das dreimalige Aussprechen der Verstoßungsformel hintereinander, für ungültig. Seiner Auffassung nach sollte das dreimalige Aussprechen der Formel nur als einfacher Talāq gewertet werden. Seine umstrittenen Positionen zum Verstoßungseid (al-ḥilf bi-ṭ-ṭalāq) und die darauf folgenden Prozesse wurden von Yossef Rapoport untersucht. Auf wirtschaftlichem Gebiet forderte er unter anderem, dass sich der Staat weitgehend aus der Preisbildung herauszuhalten habe.

#### Staatsverständnis
Ibn Taimiya betrachtete es als oberste Aufgabe des Staates, den Bestand des islamischen Rechts zu garantieren, da dessen Einhaltung als Voraussetzung des Muslimseins zu betrachten sei. In seiner in der islamischen Welt bekannten Fatwa für die Muslime von Mardin, die unter der Herrschaft der formal zum Islam konvertierten mongolischen Ilchane lebten, urteilte er, dass, wer ein anderes Recht als das islamische praktiziere, nicht als Muslim betrachtet werden könne. Daher seien diese Herrscher, die immer noch die mongolische Jassa anwandten, als Abtrünnige zu betrachten.

## Sein Urteil über verschiedene Gruppen

### Christen und Juden
Er war strikt gegen die Aufnahme von „Elementen“ aus anderen Religionen, speziell dem Christentum. In seinem Werk Kitab iqtida al-sirat al-mustaqim schrieb er, dass zu Beginn des Islam ein Punkt erreicht gewesen sei, „eine perfekte Unähnlichkeit der Muslime mit den Nicht-Muslimen …“. Unter anderem deswegen wandte er sich gegen die Feier des Mawlid an-Nabi und den Bau von Moscheen rund um die Gräber von Sufi-Heiligen. Weitere Aussage diesbezüglich aus Kitab iqtida: „Viele von ihnen [den Muslimen] wissen nicht einmal, dass ihre eingeführten Praktiken einen christlichen Ursprung haben.“

### Schiiten
Seine Ablehnung gegenüber der Schia begründete er ebenfalls mit der übermäßigen Heiligenverehrung, speziell der Ahl al-bait. Des Weiteren warf er ihnen vor, ihren Imamen die Attribute der Unfehlbarkeit zuzuschreiben. Daher hielt er die schiitische Lehre der Vierzehn Unfehlbaren für falsch. In seinem mehrbändigen Werk Minhāǧ as-Sunna an-Nabawīya fī naqḍ kalām aš-šīʿa wa-l-Qadarīya („Methode der prophetischen Sunna bei der Widerlegung der Schia und Qadarīya“) widerspricht er den Lehren des zwölfer-schiitischen Gelehrten al-ʿAllāma al-Ḥillī, der Öldscheitü, den Herrscher des mit den Mamluken rivalisierenden Ilchanidenreiches, zur Schia bekehrt hatte.

### Alawiten
Ibn Taimiya betrachtete die Alawiten im syrischen Küstengebirge als Abtrünnige (Murtadd), die dem islamischen Recht gemäß mit der Todesstrafe belegt werden müssten.

### Philosophen und Kalām-Gelehrte
Ibn Taimīya lehnte die islamische Philosophie ab, setzte sich jedoch mit ihr gründlich auseinander. Er legte dar, dass allein mit Logik die Erkenntnis nicht erweitert werden könne. Die Logik selbst sieht er als neutral an und der mit ihr begründbare kosmologische Gottesbeweis wurde später auch in die islamische Lehre eingebunden. Die unter den Philosophen (falāsifa) weit verbreitete Unterscheidung zwischen (philosophischer)
Elite und ungebildeter Masse stieß bei ihm aber auf starke Kritik.
In seiner Schrift Naqḍ al-manṭiq („Entkräftung der Logik“) entwarf Ibn Taimīya eine Rangfolge derjenigen Gruppen, die um die Wahrheit ringen, entsprechend der von ihm angenommenen Stabilität der Meinungen. So meinte er, dass die Kalām-Gelehrten in ihren Auffassungen wankelmütiger seien als die Sunniten, die auch im Falle von Anfechtungen standhaft bei ihren Meinungen blieben. Noch schwankender und verwirrter als die Mutakallimūn waren seiner Meinung jedoch die Philosophen. Dies lag ihm zufolge daran, dass sie mit ihren Lehren noch weiter von der Wahrheit entfernt waren, die die Propheten den Menschen übermittelt hatten. Die Ferne von der prophetischen Wahrheit war nach Ibn Taimīya auch der Grund dafür, dass die Philosophen hinsichtlich der Metaphysik (Leben nach dem Tod, Stellung der Propheten), Physik, Mathematik und Astronomie unzählige Lehrmeinungen hatten, während unter den Sunniten – so meinte er jedenfalls – weitgehende Einigkeit herrscht. Kullābiten, Karrāmiten und Aschʿariten standen ihm zufolge den Sunniten näher und zeigten dementsprechend auch größere Einigkeit. Im Gegensatz dazu standen die Muʿtaziliten und Charidschiten, die sich ständig gegenseitig für ungläubig erklärten, der Wahrheit ferner. Besonders zerstritten waren ihm zufolge aber die Rafiditen, was seiner Meinung nach wiederum daran lag, dass sie der Sunna und dem Hadith besonders fernstanden.
Im Attributenlehrenstreit betrachtete Ibn Taimīya das späte Aschʿaritentum (insbesondere Fachr ad-Dīn ar-Rāzī) als seinen Hauptgegner. Über die theologische Richtung der Maturidiyya fällte er ein vergleichsweise mildes Urteil: „Die Maturidiyyah gehören zu einer Gruppe, die größtenteils richtige, aber auch falsche Ansichten vertreten. Sie sind näher am Weg der Rechtgeleiteten als auf dem der Fehlgeleiteten (…). Der größte Teil ihres Glaubens ist rechtens (…). Sie bekämpften falsche Ansichten der (Muʿtazila), überspannten hier jedoch den Bogen durch Neuerungen (Bidʿa) ihrerseits so, dass sie eine größere und ernstere Erneuerung mit einer kleineren und geringeren Erneuerung bremsten. Sie widerlegten eine große Lüge mit einer kleinen, das ist der Fall bei den meisten der Philosophen (Mutakallimūn), die von sich behaupten, der Ahl al-Sunnah wal Dschama'a (Rechtgeleiteten) anzugehören“ (Ibn Taymiyah, al-Fataawa, 1/348).
Im Zusammenhang mit der wahdat-al-wudschūd-Lehre kritisierte Ibn Taimīya Muhyī d-Dīn Ibn ʿArabī (gest. 1240). Er wirft ihm an mehreren Stellen seiner Werke vor, sich einer bātinitischen Koranhermeneutik zu bedienen. Allerdings war es ihm wichtig, dass seine Kritik an Ibn ʿArabī nicht als eine generelle Kritik am Sufismus verstanden wurde, denn er meinte, dass Ibn ʿArabī und seine Anhänger gar nicht zu den gelehrten Sufis gehörten, die sich an Koran und Sunna hielten, sondern zu den häretischen philosophischen Sufis (aṣ-ṣūfīya min al-malāḥida al-falāsifa).

## Schüler
Einer der wichtigsten Schüler Ibn Taimīyas war Ibn Qaiyim al-Dschauzīya. Obwohl er ein Gelehrter mit eigenen Interessen und Anliegen war, zeigt sein Werk insgesamt ein tiefes Verständnis von Ibn Taimīyas theologischem und rechtlichem Programm. Weitere wichtige Schüler waren Ibn Kathīr, Ibn Radschab, Ibn Muflih und Adh-Dhahabi. Bei einem Kurzaufenthalt in Damaskus nahm auch Nadschm ad-Dīn at-Tūfī (gest. 1316) Unterricht bei Ibn Taimīya.

## Rezeption

### In den islamischen Gesellschaften

#### Ansichten der Zeitgenossen über Ibn Taimīya
Zwar begegneten viele Zeitgenossen Ibn Taimīya wegen seiner häufig vom Konsens der Gelehrten abweichenden Positionen mit großer Skepsis, andererseits wurde er aufgrund seiner Unbeugsamkeit auch bewundert. Ein Diener von ihm, Ibrāhīm ibn Ahmad al-Ghiyāmī, überlieferte von ihm den folgenden Ausspruch, den er getan haben soll, als man ihn Ägypten davor warnte, dass seine Feinde ihn töten oder verbannen wollten:

„Wenn ich getötet werde, ist es für mich Märtyrertum. Wenn sie mich vertreiben, ist es für mich Hidschra. Wenn sie mich nach Zypern verbannen würden, so würde ich die dortigen Bewohner zu Gott rufen und sie würden mir folgen. Falls sie mich aber einsperren, so ist es (sc. das Gefängnis) mein Gebetsplatz. Ich bin wie ein Schaf, wie es sich auch wendet, so liegt es doch immer auf Wolle.“

Der berühmte arabische Weltreisende Ibn Battūta, der in dieser Zeit Damaskus besuchte, berichtet, dass die Damaszener Bevölkerung Ibn Taimīya in höchsten Ehren hielt, meinte jedoch, dass „er einen Sparren im Kopf“ habe (fī ʿaqlihī šaiʾ). Als Beleg dafür erzählt er, dass Ibn Taimīya während einer Freitagspredigt Schritt für Schritt von der Kanzel (minbar) herabgestiegen sei, um damit der Zuhörerschaft zu veranschaulichen, auf welche Weise Gott von Seinem Thron in den untersten Himmel herabsteigt. Der Umstand, dass Ibn Battūta diese Geschichte in seinem Reisebericht als erwähnenswert betrachtete, kann als ein Hinweis dafür gewertet werden, dass in Damaskus zum Zeitpunkt seines Besuchs eine hitzige Debatte über die Ansichten Ibn Taimīyas zu den Attributen Gottes im Gange war.

#### Die Zeit vom 14. bis 17. Jahrhundert
In den Jahrzehnten nach Ibn Taimīyas Tod bis zur erste Hälfte des 15. Jahrhunderts, war die Erinnerung an ihn sowohl in Damaskus als auch in Kairo sehr lebendig, und es gab weiter Gelehrte, die sich für seine Ansichten starkmachten. So heißt es in dem Nachruf auf den im Jahre 1381/82 verstorbenen syrischen Gelehrten Yūsuf Dschamāl ad-Dīn al-Mardāwī:

„Er gehörte zu den hanbalitischen Gelehrten, die von Ibn Taimīya begeistert waren, befasste sich intensiv mit seiner Rede und erteilte beharrlich Fatwas entsprechend seiner Lehre bei Fragen des Talāq. Aus diesem Grund wurde er mehr als einmal verletzt. Er wurde ins Gefängnis geworfen und vollzog die Tauba, kehrte dann aber (sc. zu dieser Position) zurück, ohne sie zu widerrufen. Er unterstützte ihn (sc. Ibn Taimīya) auch bei den grundsätzlichen Fragen.“

Ein Dekret des mamlukischen Sultans aus dem Jahre 1382/83 erwähnt eine Gruppe von Schafiiten, Malikiten und Hanbaliten, die unerlaubte Neuerungen und die „Lehre der Taimiten“ (maḏhab at-Taimīyīn) zeigten. Sie sollten vorgeladen und verhört werden. Allerdings wurden diese „Taimiten“ nach kurzer Zeit wieder freigelassen. 1383 und 1387 wurde Muhammad ibn Chalīl al-Harīrī, der Imam der bedeutenden Madrasa al-Dschauzīya, dafür bestraft, dass er Fatwas zum Thema des dreifachen Talāq gemäß der Position von Ibn Taimīya erteilte.
Ibn Nāsir ad-Dīn al-Dimaschqī (gest. 1438) verfasste eine Widerlegung derjenigen, die behaupteten, das derjenige, der Ibn Taimīya als Schaich al-Islām bezeichne, ein Ungläubiger sei.
Ibn Taimīya war in den sunnitischen Gelehrtenkreisen des 16. und 17. Jahrhunderts kein anerkannter Gelehrter, und seine Werke gehörten in diesen Kreisen nicht zur Standardlektüre. In einem Großteil der arabischen Literatur des 20. Jahrhunderts wird der aschʿaritische Gelehrte Ibrāhīm al-Kūrānī (gest. 1690), der stark von den Ideen Muhyī d-Dīn Ibn ʿArabīs (gest. 1240) beeinflusst war, als Verteidiger Ibn Taimīyas beschrieben. Wie Naser Dumairieh gezeigt hat, beschränkte sich al-Kūrānīs Interesse an und Kenntnis von Ibn Taimīyas Werken allerdings auf eine einzige Idee, die sich auf das Verständnis mehrdeutiger Koranverse (mutašābihāt) bezog und seinem sufischen Projekt diente, ohne dass er ein echtes Interesse an Ibn Taimīya oder seinem Denken im Allgemeinen zeigte.

#### Ab dem 18. Jahrhundert
Die steigende Popularität Ibn Taimiyas ab dem 18. Jahrhundert wird in der Forschung gemeinhin Muhammad ibn ʿAbd al-Wahhāb zugeschrieben, dessen Lehrer Bewunderer des Gelehrten waren und seine Werke auch in ihre Curricula mit einbezogen. Zudem weisen ʿAbd al-Wahhābs Lehren in einigen wesentlichen Aspekten eine große Nähe zu denen Ibn Taimiyas auf. Eine gegenteilige Auffassung vertritt Natana J. Delong-Bas, der zufolge Ibn Taimiya eine zu vernachlässigende Quelle darstelle.
Weiteren Auftrieb erhielt Ibn Taimiya durch eine einflussreiche Stellungnahme Nuʿmān al-Alūsīs, die dieser 1881 unter dem Titel Ǧalāʾ al-ʿainain fī muḥākamat al-Aḥmadain veröffentlichte. Hierin verteidigt er Ibn Taimiya gegenüber dem bekanntesten seiner Kritiker, Ibn Hadschar al-Haitamī. Nuʿmān al-Alūsī versucht, dessen Vorwürfe zu entkräften und zitiert andere hoch angesehene ʿulamāʾ, die Ibn Taimiyas Einschätzungen teilen. Auf diese Weise gelang es ihm, den Gelehrten innerhalb der Hauptströmung der sunnitischen Tradition zu verorten und gleichzeitig seine Einzigartigkeit hervorzuheben.
Über die beiden genannten Einflusswege gelangte das Gedankengut Ibn Taimiyas auch in den Kreis der einflussreichen Reformer um Muḥammad ʿAbduh und Rašīd Riḍā, die seine Werke in umfangreichen Auszügen in der Zeitschrift al-Manār abdruckten und auch ihre programmatischen Forderungen zum Teil mit Verweis auf Ibn Taimiya zu rechtfertigen versuchten.
Islamisten wie Sayyid Qutb betonten im Anschluss an Ibn Taimiya, dass es die primäre Aufgabe des islamischen Staates sei, für die Durchsetzung der Scharia zu sorgen. Die Mörder des ägyptischen Präsidenten Anwar as-Sadat, darunter Abd as-Salam Farag, legitimierten ihre Tat unter Verweis auf die Fatwa für die Muslime von Mardin: Da in Ägypten nicht das islamische Recht praktiziert werde, sei die Regierung ungläubig. Die syrischen Muslimbrüder griffen bei ihrer Auseinandersetzung mit dem von den Alawiten getragenen Baath-Regime auf Ibn Taimiyas Verurteilung dieser Religionsgemeinschaft zurück.
Im Rechtssystem Saudi-Arabiens spielt die Rechts- und Glaubensauffassung von Ibn Taimiyas eine bedeutende Rolle bei der Rechtsfindung. Neben Ibn Hazm stellt er eine der wichtigsten Älteren Ulema für die Ahl-i Hadîth dar. Auch bei anderen salafitischen Strömungen wie der Muhammadiyah und der Tariqa-yi muhammadiya gilt er als Autorität. Ebenso bei den Hanafiten der Dar ul-Ulum Deoband finden speziell seine Meinungen zu Heiligenverehrung und Erneuerung größere Aufmerksamkeit.

### In der westlichen Forschung
Die Erforschung von Leben und Werk des bedeutenden Gelehrten ist in der westlichen Forschung ein relativ junges Phänomen. Der Islamwissenschaftler George A. Makdisi (1920–2002) erklärt diesen Umstand mit dem großen Einfluss Ignaz Goldzihers, der seine Position bezüglich Ibn Taimiya aus der Lektüre anti-hanbalitischer Werke abgeleitet habe und der Bedeutung Ibn Taimiyas so nicht gerecht werden konnte.
Auch wenn Makdisi in den 1970er Jahren – und vor ihm Laoust – wichtige Anstöße gaben, das westliche Bild von Ibn Taimiya zu überdenken, verstärkte sich das Interesse an ihm erst wegen dessen Instrumentalisierung durch extremistische Gruppen, etwa der Attentäter des ägyptischen Ministerpräsidenten Anwar as-Sādāts, die sich in der Begründung ihrer Taten auf die so genannten Mardin-Fatwa Ibn Taimiyas beriefen.
Die Berliner Islamwissenschaftlerin Birgit Krawietz macht zudem darauf aufmerksam, dass die Rezeption Taimiyas in der Islamwissenschaft thematisch stark verengt wurde. Auffällig sei, dass sich die Beschäftigung mit dem Gelehrten häufig um die kontroversen Aspekte seines Lebens drehten, eine Vorgehensweise, die dem Bild eines „Streithansel(s) jedweder Art“ Vorschub leiste. Ibn Taimiyas Positionen auf dem Gebiet der islamischen Jurisprudenz sei hingegen völlig unzureichend erforscht.